# Cipal bataš
Cipal bataš (lat.  Mugil cephalus ) ima kod nas u upotrebi više raznih naziva kao što su cipol, mulj, glavaš, babaš, skakavac, javra. Cipal bataš je riba iz porodice cipala ili Mugilidae. To je najveći cipal koji živi u Jadranu. Najveći ulovljeni primjerak u Jadranu je bio 55 cm duljine i 6 kg, iako ova vrsta može narasti i do jednog metra duljine i 12 kg. Glava mu je tupasta i spljoštena, šira od ostatka duguljastog tijela, s velikim, izraženim očima i tankim usnicama na relativno malim ustima. Boja mu varira od svijetlosive, smećkaste do maslinastozelene, s linijama koje se prelijevaju u nijansama, a s donje strane srebrenkasto bijel.

## Rasprostranjenost
Cipal bataš je rasprostranjen u obalnom pojasu gotovo svuda po svijetu, osim u hladnim morima s temperaturom nižom od 8 stupnjeva Celzija, osim u području Karipskog mora, te Bahama. Najviše voli bočatu vodu, a ponekad zna ući i daleko u rijeke. Živi pri površini, na malim dubinama, a tijekom mriještenja u srpnju i kolovozu zna ići dalje od obale, na dubine do 120 m. Ženka ispusti od 0,8 do 2,6 milijuna jajašaca. Životni vijek mu je oko 16 godina.

## Prehrana
Mlađi primjerci se hrane zooplanktonom i sitnim beskralježnjacima, a odrasli uglavnom algama, te crvima i račićima. 
Meso bataša je vrlo ukusno i cijenjeno, može se pripremiti na razne načine. Najvažnije pri konzumaciji bataša je da je nedavno uhvaćen jer pri duljem čuvanju mijenja okus.